# Peaceful Valley
Peaceful Valley és una concentració de població designada pel cens dels Estats Units a l'estat de Washington. Segons el cens del 2000 tenia 2.448 habitants.

## Demografia
Segons el cens del 2000, Peaceful Valley tenia 2.448 habitants, 787 habitatges, i 571 famílies. La densitat de població era de 55,8 habitants per km².
Dels 787 habitatges en un 45% hi vivien nens de menys de 18 anys, en un 53,9% hi vivien parelles casades, en un 11,4% dones solteres, i en un 27,4% no eren unitats familiars. En el 18,6% dels habitatges hi vivien persones soles el 3,2% de les quals corresponia a persones de 65 anys o més que vivien soles. El nombre mitjà de persones vivint en cada habitatge era de 3,11 i el nombre mitjà de persones que vivien en cada família era de 3,61.
Per edats la població es repartia de la següent manera: un 38,1% tenia menys de 18 anys, un 8,8% entre 18 i 24, un 30,9% entre 25 i 44, un 16,8% de 45 a 60 i un 5,4% 65 anys o més.
L'edat mediana era de 28 anys. Per cada 100 dones de 18 o més anys hi havia 103,6 homes.
La renda mediana per habitatge era de 32.357 $ i la renda mediana per família de 34.141 $. Els homes tenien una renda mediana de 31.853 $ mentre que les dones 19.833 $. La renda per capita de la població era de 12.733 $. Aproximadament el 27,7% de les famílies i el 36,4% de la població estaven per davall del llindar de pobresa.

## Poblacions més properes
El següent diagrama mostra les poblacions més properes.